# Wang Yafan
Wang Yafan (chiń. 王雅繁; ur. 30 kwietnia 1994 w Nankinie) – chińska tenisistka.

## Kariera tenisowa
W karierze zwyciężyła w szesnastu singlowych i siedmiu deblowych turniejach rangi ITF. 7 października 2019 roku zajmowała najwyższe miejsce w rankingu singlowym WTA Tour – 47. pozycję, zaś 15 lutego 2016 osiągnęła 49. miejsce w zestawieniu deblowym. Jej debiutem w rozgrywkach cyklu WTA Tour był turniej w Shenzhen, gdzie występowała w deblu wraz ze Zheng Jie. Chińskie tenisistki dotarły wówczas do półfinału tego turnieju.
W 2015 roku razem Liang Chen triumfowały w Kuala Lumpur oraz osiągnęły finał w Shenzhen. W obu finałach rywalizowały z parami ukraińskimi.

## Historia występów wielkoszlemowych
Legenda
     W, wygrany turniej
     F, przegrana w finale
     SF, przegrana w półfinale
     QF, przegrana w ćwierćfinale
     xR, przegrana w x rundzie
     Qx, przegrana w x rundzie kwalifikacji
     A, brak startu
     NH, turniej nie odbył się

### Występy w grze pojedynczej
| Australian Open        | A   | A   | A   | Q3  | 1R  | A   | Q2 | 2R | 1R | 1R  | A   | A  | 3R | 2R | 0 / 6  | 4 – 6   |  |  |  |  |  |  |  |  |  |  |  |
| French Open            | A   | A   | A   | Q2  | Q1  | A   | 1R | 1R | A  | Q1  | A   | A  | 2R |    | 0 / 3  | 1 – 3   |  |  |  |  |  |  |  |  |  |  |  |
| Wimbledon              | A   | A   | A   | Q3  | Q2  | A   | 1R | 2R | NH | 1R  | A   | A  | 2R |    | 0 / 4  | 2 – 4   |  |  |  |  |  |  |  |  |  |  |  |
| US Open                | A   | A   | A   | Q2  | 2R  | Q2  | 2R | 1R | A  | A   | A   | 2R | 4R |    | 0 / 5  | 6 – 5   |  |  |  |  |  |  |  |  |  |  |  |
|                        |     |     |     |     |     |     |    |    |    |     |     |    |    |    |        |         |  |  |  |  |  |  |  |  |  |  |  |
| Ranking na koniec roku | 520 | 313 | 191 | 135 | 117 | 168 | 73 | 48 | 94 | 300 | 418 | 97 | 61 |    | 0 / 18 | 13 – 18 |  |  |  |  |  |  |  |  |  |  |  |

### Występy w grze podwójnej
| Australian Open        | A   | A   | A   | A  | 2R | A   | 1R | 2R | 1R | 1R  | A   | A   | 2R | 1R | 0 / 7  | 3 – 7   |  |  |  |  |  |  |  |  |  |  |  |
| French Open            | A   | A   | A   | 1R | 2R | A   | 1R | 2R | A  | 2R  | A   | A   | 2R |    | 0 / 6  | 4 – 6   |  |  |  |  |  |  |  |  |  |  |  |
| Wimbledon              | A   | A   | A   | 1R | 1R | A   | 1R | 3R | NH | 1R  | A   | A   | 2R |    | 0 / 6  | 3 – 6   |  |  |  |  |  |  |  |  |  |  |  |
| US Open                | A   | A   | A   | 1R | 1R | 2R  | 1R | A  | A  | A   | A   | A   | 1R |    | 0 / 5  | 1 – 5   |  |  |  |  |  |  |  |  |  |  |  |
|                        |     |     |     |    |    |     |    |    |    |     |     |     |    |    |        |         |  |  |  |  |  |  |  |  |  |  |  |
| Ranking na koniec roku | 847 | 356 | 158 | 57 | 70 | 361 | 79 | 68 | 79 | 114 | 826 | 550 | 84 |    | 0 / 24 | 11 – 24 |  |  |  |  |  |  |  |  |  |  |  |

### Występy w grze mieszanej
| Australian Open | A | A | A | A | A  | A | A | A | A  | A | A | A | A | A | 0 / 0 | 0 – 0 |  |  |  |  |  |  |  |  |  |  |  |
| French Open     | A | A | A | A | A  | A | A | A | NH | A | A | A | A |   | 0 / 0 | 0 – 0 |  |  |  |  |  |  |  |  |  |  |  |
| Wimbledon       | A | A | A | A | 1R | A | A | A | NH | A | A | A | A |   | 0 / 1 | 0 – 1 |  |  |  |  |  |  |  |  |  |  |  |
| US Open         | A | A | A | A | A  | A | A | A | NH | A | A | A | A |   | 0 / 0 | 0 – 0 |  |  |  |  |  |  |  |  |  |  |  |
|                 |   |   |   |   |    |   |   |   |    |   |   |   |   |   |       |       |  |  |  |  |  |  |  |  |  |  |  |
|                 |   |   |   |   |    |   |   |   |    |   |   |   |   |   | 0 / 1 | 0 – 1 |  |  |  |  |  |  |  |  |  |  |  |

## Finały turniejów WTA
| Legenda                     | Legenda |
| --------------------------- | ------- |
| Wielki Szlem                |         |
| Igrzyska olimpijskie        |         |
| WTA Tour Championships      |         |
| WTA Elite Trophy            |         |
| 2009 – 2020                 |         |
| WTA Premier Mandatory       |         |
| WTA Premier 5               |         |
| WTA Premier                 |         |
| WTA International Series    |         |
| WTA 125K series (2012–2020) |         |

### Gra pojedyncza 1 (1–0)
| Końcowy wynik | Nr | Data         | Turniej  | Nawierzchnia | Przeciwniczka | Wynik finału  |
| ------------- | -- | ------------ | -------- | ------------ | ------------- | ------------- |
| Zwyciężczyni  | 1. | 2 marca 2019 | Acapulco | Twarda       | Sofia Kenin   | 2:6, 6:3, 7:5 |

### Gra podwójna 7 (3–4)
| Końcowy wynik | Nr | Data             | Turniej      | Nawierzchnia  | Partnerka     | Przeciwniczki                                  | Wynik finału    |
| ------------- | -- | ---------------- | ------------ | ------------- | ------------- | ---------------------------------------------- | --------------- |
| Finalistka    | 1. | 10 stycznia 2015 | Shenzhen     | Twarda        | Liang Chen    | Ludmyła Kiczenok Nadija Kiczenok               | 4:6, 6:7(6)     |
| Zwyciężczyni  | 1. | 8 marca 2015     | Kuala Lumpur | Twarda        | Liang Chen    | Julija Bejhelzimer Olha Sawczuk                | 4:6, 6:3, 10–4  |
| Zwyciężczyni  | 2. | 8 listopada 2015 | Zhuhai       | Twarda (hala) | Liang Chen    | Anabel Medina Garrigues Arantxa Parra Santonja | 6:4, 6:3        |
| Finalistka    | 2. | 6 marca 2016     | Kuala Lumpur | Twarda        | Liang Chen    | Varatchaya Wongteanchai Yang Zhaoxuan          | 6:4, 4:6, 7–10  |
| Zwyciężczyni  | 3. | 4 lutego 2018    | Tajpej       | Twarda        | Duan Yingying | Nao Hibino Oksana Kalasznikowa                 | 7:6(4), 7:6(5)  |
| Finalistka    | 3. | 3 lutego 2019    | Hua Hin      | Twarda        | Anna Blinkowa | Irina-Camelia Begu Monica Niculescu            | 6:2, 1:6, 10–12 |
| Finalistka    | 4. | 8 marca 2020     | Monterrey    | Twarda        | Miyu Katō     | Kateryna Bondarenko Sharon Fichman             | 6:4, 3:6, 7–10  |

## Finały turniejów WTA 125

### Gra pojedyncza 2 (1–1)
| Końcowy wynik | Nr | Data             | Turniej   | Nawierzchnia | Przeciwniczka     | Wynik finału  |
| ------------- | -- | ---------------- | --------- | ------------ | ----------------- | ------------- |
| Finalistka    | 1. | 22 kwietnia 2018 | Zhengzhou | Twarda       | Zheng Saisai      | 7:5, 2:6, 1:6 |
| Zwyciężczyni  | 1. | 19 sierpnia 2023 | Stanford  | Twarda       | Kamilla Rachimowa | 6:2, 6:0      |

### Gra podwójna 5 (4–1)
| Końcowy wynik | Nr | Data              | Turniej   | Nawierzchnia | Partnerka            | Przeciwniczki                          | Wynik finału   |
| ------------- | -- | ----------------- | --------- | ------------ | -------------------- | -------------------------------------- | -------------- |
| Finalistka    | 1. | 2 sierpnia 2015   | Nanchang  | Twarda       | Chan Chin-wei        | Chang Kai-chen Zheng Saisai            | 6:3, 4:6, 10–3 |
| Zwyciężczyni  | 1. | 15 listopada 2015 | Hua Hin   | Twarda       | Liang Chen           | Varatchaya Wongteanchai Yang Zhaoxuan  | 6:3, 6:4       |
| Zwyciężczyni  | 2. | 12 listopada 2017 | Hua Hin   | Twarda       | Duan Yingying        | Dalila Jakupović Irina Chromaczowa     | 6:3, 6:3       |
| Zwyciężczyni  | 3. | 22 kwietnia 2018  | Zhengzhou | Twarda       | Duan Yingying        | Naomi Broady Yanina Wickmayer          | 7:6(5), 6:3    |
| Zwyciężczyni  | 4. | 10 czerwca 2018   | Bol       | Ceglana      | Mariana Duque Mariño | Sílvia Soler Espinosa Barbora Štefková | 6:3, 7:5       |

## Finały turniejów ITF
| turnieje z pulą nagród 100 000 $ (W100) |
| turnieje z pulą nagród 80 000 $ (W80)   |
| turnieje z pulą nagród 60 000 $ (W75)   |
| turnieje z pulą nagród 40 000 $ (W50)   |
| turnieje z pulą nagród 25 000 $ (W35)   |
| turnieje z pulą nagród 15 000 $ (W15)   |
| turnieje z pulą nagród 10 000 $         |

### Gra pojedyncza 24 (16–8)
| Rezultat     |     | Data       | Turniej   | ($)    | Naw.          | Przeciwniczka       | Wynik               |
| Zwyciężczyni | 1.  | 30/04/2012 | Dżakarta  | 15 000 | Twarda        | Yang Zi             | 6:1, 6:3            |
| Finalistka   | 1.  | 15/12/2012 | Bangkok   | 15 000 | Twarda        | Nungnadda Wannasuk  | 4:6, 1:6            |
| Zwyciężczyni | 2.  | 25/02/2013 | Sydney    | 15 000 | Twarda        | Misa Eguchi         | 6:2, 6:0            |
| Zwyciężczyni | 3.  | 26/08/2013 | Yeongwol  | 15 000 | Twarda        | Kim Sun-jung        | 6:1, 6:4            |
| Zwyciężczyni | 4.  | 02/09/2013 | Yeongwol  | 15 000 | Twarda        | Lee Pei-chi         | 2:6, 6:1, 6:2       |
| Finalistka   | 2.  | 23/02/2014 | Salisbury | 15 000 | Twarda        | Jang Su-jeong       | 3:6, 6:7(6)         |
| Zwyciężczyni | 5.  | 07/07/2014 | Bangkok   | 15 000 | Twarda        | Sabina Sharipova    | 6:3, 6:2            |
| Zwyciężczyni | 6.  | 14/07/2014 | Phuket    | 25 000 | Twarda (hala) | Xu Yifan            | 3:6, 6:2, 7:5       |
| Zwyciężczyni | 7.  | 26/07/2015 | Zhengzhou | 25 000 | Twarda        | Duan Yingying       | 6:4, 6:4            |
| Finalistka   | 3.  | 10/04/2016 | Kashiwa   | 25 000 | Twarda        | Jang Su-jeong       | 4:6, 6:1, 3:6       |
| Finalistka   | 4.  | 23/10/2016 | Suzhou    | 60 000 | Twarda        | Chang Kai-chen      | 6:4, 2:6, 1:6       |
| Zwyciężczyni | 8.  | 23/07/2017 | Tiencin   | 25 000 | Twarda        | Zhu Lin             | 6:4, 6:2            |
| Zwyciężczyni | 9.  | 29/10/2017 | Liuzhou   | 60 000 | Twarda        | Nao Hibino          | 3:6, 6:4, 3:3 krecz |
| Finalistka   | 5.  | 12/08/2018 | Jinan     | 60 000 | Twarda        | Zhu Lin             | 4:6, 1:6            |
| Zwyciężczyni | 10. | 04/11/2018 | Liuzhou   | 60 000 | Twarda        | Han Na-lae          | 6:4, 6:2            |
| Zwyciężczyni | 11. | 20/02/2022 | Antalya   | 25 000 | Ceglana       | Katharina Hobgarski | 7:5, 6:3            |
| Finalistka   | 6.  | 27/02/2022 | Antalya   | 25 000 | Ceglana       | Réka Luca Jani      | 4:6, 3:6            |
| Finalistka   | 7.  | 05/03/2023 | Swan Hill | 25 000 | Trawiasta     | Joanna Garland      | 3:6, 6:4, 6:7(7)    |
| Zwyciężczyni | 12. | 26/03/2023 | Canberra  | 60 000 | Ceglana       | Olivia Gadecki      | 3:6, 6:2, 6:0       |
| Zwyciężczyni | 13. | 28/05/2023 | Karuizawa | 25 000 | Trawiasta     | Haruka Kaji         | 6:0, 6:1            |
| Zwyciężczyni | 14. | 04/06/2023 | Tokio     | 25 000 | Twarda        | Johanne Svendsen    | 6:1, 6:0            |
| Zwyciężczyni | 15. | 11/06/2023 | Luzhou    | 25 000 | Twarda        | You Xiaodi          | 7:5, 6:2            |
| Zwyciężczyni | 16. | 09/07/2023 | Hongkong  | 40 000 | Twarda        | Eudice Chong        | 6:2, 6:3            |
| Finalistka   | 8.  | 30/07/2023 | Dallas    | 60 000 | Twarda        | Julija Starodubcewa | 6:3, 2:6, 2:6       |

### Gra podwójna 12 (7–5)
| Rezultat     |    | Data       | Turniej    | ($)     | Naw.      | Partnerka      | Przeciwniczki                         | Wynik                |
| Zwyciężczyni | 1. | 10/04/2010 | Ningbo     | 10 000  | Twarda    | Yang Zhaoxuan  | Lu Jiaxiang Yang Zijun                | 1:6, 6:2, 10–4       |
| Finalistka   | 1. | 07/07/2012 | Huzhu      | 15 000  | Ceglana   | Tian Ran       | Li Yihong Zhang Kailin                | 6:3, 4:6, 6–10       |
| Zwyciężczyni | 2. | 07/12/2012 | Bangkok    | 10 000  | Twarda    | Wen Xin        | Kim Na-ri Lee Ye-ra                   | 7:5, 7:5             |
| Zwyciężczyni | 3. | 14/12/2012 | Bangkok    | 10 000  | Twarda    | Wen Xin        | Huỳnh Phương Đài Trang Li Yihong      | 6:0, 6:3             |
| Finalistka   | 2. | 25/02/2013 | Sydney     | 10 000  | Twarda    | Tamara Čurović | Misa Eguchi Mari Tanaka               | 6:4, 5:7, 8–10       |
| Zwyciężczyni | 4. | 27/06/2014 | Xi’an      | 50 000  | Twarda    | Lu Jiajing     | Liang Chen Yang Zhaoxuan              | 6:3, 7:6(2)          |
| Finalistka   | 3. | 13/02/2015 | Launceston | 50 000  | Twarda    | Yang Zhaoxuan  | Han Xinyun Junri Namigata             | 4:6, 6:3, 6–10       |
| Zwyciężczyni | 5. | 02/05/2015 | Gifu       | 75 000  | Twarda    | Xu Yifan       | An-Sophie Mestach Emily Webley-Smith  | 6:2, 6:3             |
| Finalistka   | 4. | 15/04/2016 | Shenzhen   | 50 000  | Twarda    | Liang Chen     | Shūko Aoyama Makoto Ninomiya          | 6:7(5), 4:6          |
| Zwyciężczyni | 6. | 07/05/2016 | Anning     | 100 000 | Ceglana   | Zhang Kailin   | Varatchaya Wongteanchai Yang Zhaoxuan | 6:7(3), 7:6(2), 10–1 |
| Finalistka   | 5. | 25/02/2023 | Swan Hill  | 25 000  | Trawiasta | Liang En-shuo  | Lily Fairclough Olivia Gadecki        | 3:6, 3:6             |
| Zwyciężczyni | 7. | 20/05/2023 | Kurume     | 60 000  | Trawiasta | Talia Gibson   | Funa Kozaki Junri Namigata            | 6:3, 6:3             |